# Asplundvillan
Asplundvillan, en villa på 127 kvm för överbanmästare Edvard Johansson vid hörntomten Övre Brunnsvägen 21 och Norra Höggatan 12 i Ronneby, är arkitekten Gunnar Asplunds första självständiga verk. I Ronneby stadsarkiv finns en ritning av byggnaden med Asplunds namnteckning, daterad den 15 september 1908. Lagerchef Erik Söderberg köpte huset 1939.

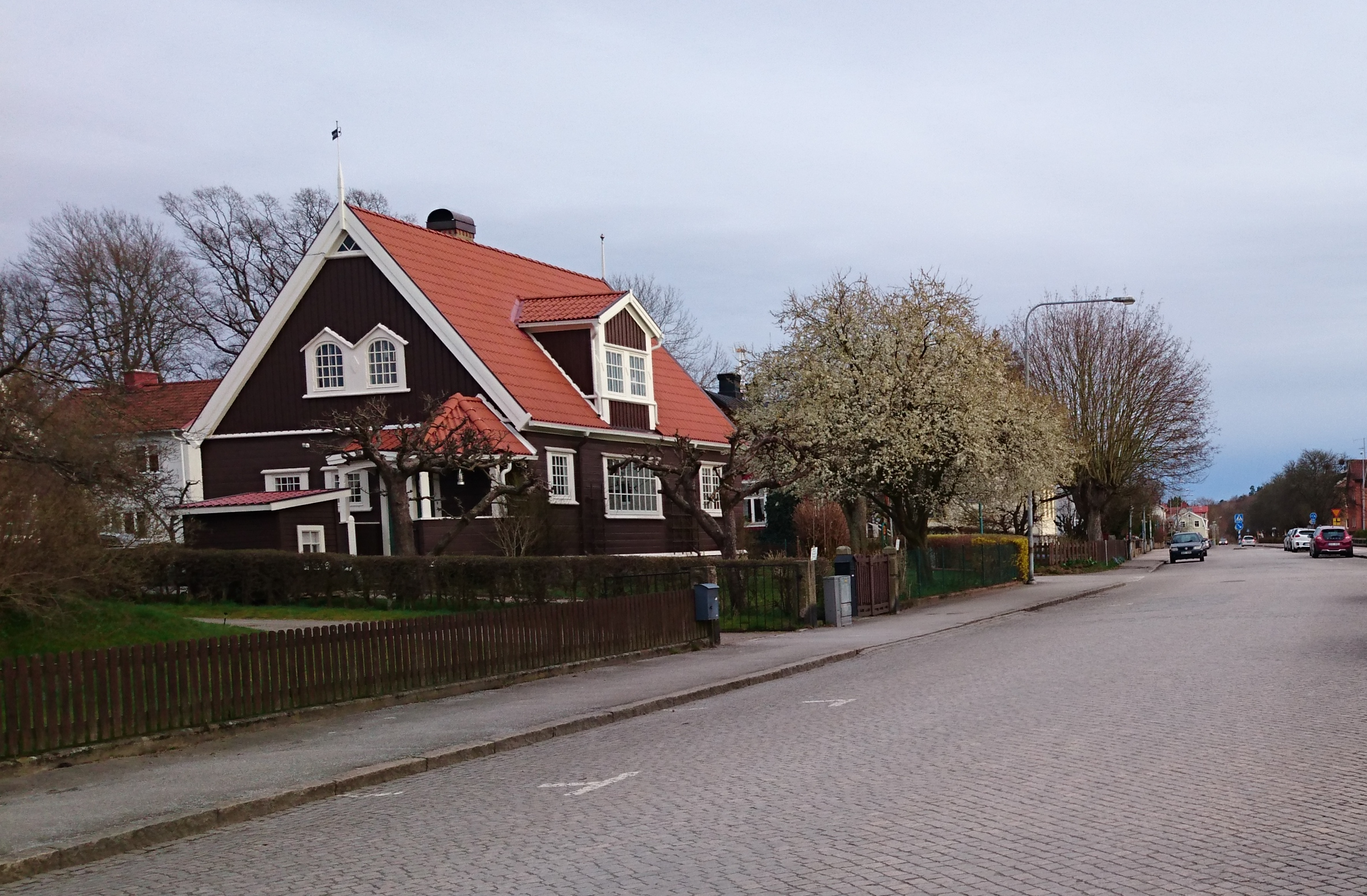
Asplundvillan sedd från Övre Brunnsvägen. Foto från 2017.

I Ronneby byggnadsarkiv finns en beskrivning från 1986 av villan: E G Asplunds "ritning till stuga i Ronneby för Överbanmästare E Johansson" daterad 15.9.1908 visar en villa i "forntidsstil" med liggande panel i bottenvåningen, stående i övervåningen, öppen farstu, inrymmande en 6-rums högreståndsbostad. Badrum och perspektivfönster 1940. – Brun panel, rött tegeltak, gråstensgrund.

## Övre Brunnsvägen 17
Det näraliggande huset vid hörntomten Övre Brunnsvägen 17–Sveagatan 12 ritades av Lars Israel Wahlman för länsjägmästare Frank af Petersens och uppfördes några år tidigare – omkring år 1907. Gunnar Asplund var med i skissarbetet för denna villa vid Wahlmans arkitektbyrå, då han arbetade där under två praktikperioder.
Beställare av ritningen till villan vid Övre Brunnsvägen 17 var trafikchefen Carl Haqvin Fogelberg vid Blekinge kustbana, som hade sitt huvudkontor i Ronneby.